# Amonijev aluminijev sulfat
Amonijev aluminijev sulfat, znan tudi kot amonijev galun ali samo galun, je bel kristaliničen dvojni sulfat, običajno kot dodekahidrat, s kemijsko formulo (NH4)Al(SO4)2•12H2O. V majhnih količinah se uporablja v več nišnih aplikacijeh. V naravi se pojavlja kot redek mineral čermigit.

## Proizvodnja in osnovne lastnosti
Amonijev aluminijev sulfat se proizvaja iz aluminijevega hidroksida, žveplove kisline in amonijevega sulfata:
2Al(OH)3 + 3H2SO4 →  Al2(SO4)3 + 6H2O
(NH4)2SO4 + Al2(SO4)3 → 2(NH4)Al(SO4)2
S kalijevim galunom tvori trdno raztopino. S pirolizo se pretvori v glinico (Al2O3). Tako pridobljena glinica se uporablja kot abraziv in prekurzor za sintetične drage kamne.

## Raba
Amonijev galun ne spada niti med pomembne industrijske niti laboratorijske kemikalije. Zaradi nizke cene in učinkovitosti ima neka nišnih aplikacij. Uporablja se za čiščenje vode, v rastlinskih lepilih, porcelanskih cementih, deodorantih, strojenju usnja, barvanju tkanin in v apreturah tkanin proti gorenju. pH vodne raztopine, ki nastane pri uporabi aluminijevega galuna v sredstvih proti potenju, je običajno rahlo kisel (3-5).
Amonijev galun je pogosta sestavina pršil za odganjanje mrčesa.
V kozmetiki se skupaj s Kalijevim galunom uporablja kot deodorant in sredstvo za ustavljanje manjših krvavitev po britju.

## Nevarnosti
Amonijev galun se je v nekoč uporabljal kot sredstvo za povečanje hrustljavosti konzervirane zelenjave, ker se veže z naravnim pektinom. Zaradi njegove domnevne povezave z Alzheimerjevo boleznijo, se njegova raba ne priporoča, še vedno pa je znan kot E523.
Aluminijev sulfat, ki je zelo podoben amonijevemu galunu, se šteje za nestrupenega do LD50 6207 mg/kg.